# Franz Buxbaum
Franz Buxbaum (Liebenau, 25 de febrero de 1900 - Fürstenfeld, 7 de febrero de 1979) fue un botánico austríaco, especialista en cactos.

## Obra
- Die Pflanzenfamilie der Kakteen. 3ª ed. Minden 1982, con Johannes Endler

- Kakteenleben. Eine biologische Plauderei für jeden Naturfreund. Albert Philler Verlag: Minden 1980

- Kakteen-Pflege, biologisch richtig: Pflege, Zucht, Beschreibung der Gattungen. Stuttgart : Franckh, 1959

- Cactus Culture: Based on Biology. 1958. 8ª ed. Blandford Press, Londres
- Grundlagen und Methoden Einer Erneuerung der Systematik der Hoheren Pflanzen. Die Forderung dynamischer Systematik im Bereiche der Blutenpflanzen. 1953. The Quarterly Review of Biol. 28: 3: 294-294
- Grundlagen & Methoden einer Erneuerung der Systematik der höheren Pflanzen: Die Forderung dynamischer Systematik im Bereiche der Blütenpflanzen. Viena: Springer, 1951
- Morphology of cacti. 1950. Ed. Abbey Garden Press

## Honores

### Epónimos
Género
- (Cactaceae) Neobuxbaumia Backeb. 1938[1]

Especies
- (Asteraceae) Podospermum buxbaumii K.Koch[2]

- (Brassicaceae) Crambe buxbaumii Willd. ex Ledeb.[3]

- (Poaceae) Bromus buxbaumii Ten. ex Steud.[4]

- (Rutaceae) Ruta buxbaumii Friv. ex Griseb.[5]

- La abreviatura «Buxb.» se emplea para indicar a Franz Buxbaum como autoridad en la descripción y clasificación científica de los vegetales.[6]